# Álex García Casañas
Alejandro García Casañas (Barcelona, España, 14 de enero de 1970) conocido como Álex García es un exfutbolista y entrenador español que se desempeñaba como defensa. Actualmente es segundo entrenador en el Sevilla C.F.

## Trayectoria como entrenador
El técnico dirigió con éxito al Cadete A y el Juvenil A del Fútbol Club Barcelona. Posteriormente, entró a formar parte de la secretaría técnica del club azulgrana, bajo las órdenes del entrenador Pep Guardiola y el director deportivo Txiki Begiristain.
En el curso 2011-12, le llegó la oportunidad de dirigir al Dinamo Tbilisi, conjunto georgiano con el que superó tres rondas previas de la Europa League y cayó ante el AEK Atenas.
A partir de la siguiente temporada, Álex García regresó a la entidad azulgrana y trabajó, día a día y a pie de campo, con los entrenadores Tito Vilanova y Gerardo Martino durante sus etapas como técnicos del primer equipo (2012-2014). Además, ejerció como responsable del Departamento de Scouting.
En noviembre de 2014, firmó hasta el 30 de junio de 2015 como nuevo entrenador del C. E. Sabadell. Presentó su dimisión el 4 de febrero de 2015, después de sólo 8 partidos de Liga (una victoria, 3 empates y 4 derrotas) en el banquillo de la Nova Creu Alta.
En enero de 2022 se incorporó al cuerpo técnico de La U. D. Las Palmas en Segunda División como segundo entrenador de Xavi García Pimienta. Al año siguiente y consiguieron el ascenso a Primera División, lo que valió la renovación de todo el cuerpo técnico por una temporada más.

## Clubes como jugador
| Club                        | País   | Año       |
| --------------------------- | ------ | --------- |
| F. C. Barcelona "B"         | España | 1988-1993 |
| Rayo Vallecano              | España | 1993-1994 |
| Palamós C. F.               | España | 1994-1995 |
| Cádiz C. F.                 | España | 1995-1998 |
| Granada C. F.               | España | 1998-1999 |
| Club Gimnàstic de Tarragona | España | 1999-2000 |
| Unió Esportiva Cornellà     | España | 2000-2001 |

## Clubes como entrenador
| Club                                   | País    | Año       |
| -------------------------------------- | ------- | --------- |
| F. C. Barcelona "Cadete"               | España  | 2001-2003 |
| Selección de fútbol de Cataluña sub-18 | España  | 2003-2005 |
| F. C. Barcelona "Juvenil"              | España  | 2005-2009 |
| Dinamo Tbilisi                         | Georgia | 2011-2012 |
| C. E. Sabadell F. C.                   | España  | 2014-2015 |
| U. D. Las Palmas (segundo entrenador)  | España  | 2022-     |